# Cristian Battocchio
Cristian Damián Battocchio (Rosario, 10 februari 1992) is een Italiaans voetballer van Argentijnse origine. Hij staat momenteel onder contract bij Watford FC. 
Battocchio kwam in 2009 over van de jeugdopleiding van CA Newell's Old Boys naar die van Udinese. Op 27 februari 2011 maakte hij zijn professionele debuut toen hij in de 68ste minuut Gökhan Inler kwam vervangen in de wedstrijd tegen US Palermo. In augustus 2012 werd Battocchio uitgeleend met een aankoopoptie aan Watford FC. De aankoopactie werd gelicht, waarna hij een basisplaats had bij de club in het seizoen 2013-14. Desondanks werd hij in augustus 2014 voor een volledig seizoen uitgeleend aan de Italiaanse tweedeklasser Virtus Entella.  
Onder coach Luigi Di Biagio werd Battocchio in 2011 voor het eerst opgeroepen voor het Italiaans voetbalelftal onder 20. Hij is tevens geselecteerd voor het Italiaans voetbalelftal onder 21 op het EK onder 21 van 2015 dat in juni 2015 plaatsvindt.

## Clubstatistieken
| Seizoen | Club            | Competitie          | Competitie | Competitie | Beker | Beker | Internationaal | Internationaal | Totaal | Totaal |
| Seizoen | Club            | Competitie          | Wed.       | Dlp.       | Wed.  | Dlp.  | Wed.           | Dlp.           | Wed.   | Dlp.   |
| ------- | --------------- | ------------------- | ---------- | ---------- | ----- | ----- | -------------- | -------------- | ------ | ------ |
| 2010/11 | Udinese         | Serie A             | 1          | 0          | 0     | 0     | —              | —              | 1      | 0      |
| 2011/12 | Udinese         | Serie A             | 4          | 0          | 0     | 0     | 3              | 0              | 7      | 0      |
| 2012/13 | Udinese         | Serie A             | 1          | 0          | 0     | 0     | —              | —              | 1      | 0      |
| 2012/13 | Watford FC      | League Championship | 24         | 2          | 1     | 0     | —              | —              | 25     | 2      |
| 2013/14 | Watford FC      | League Championship | 35         | 4          | 6     | 1     | —              | —              | 41     | 5      |
| 2014/15 | →Virtus Entella | Serie B             | 32         | 0          | 0     | 0     | —              | —              | 32     | 0      |
| 2015/16 | Stade Brestois  | Ligue 2             | 3          | 1          | 0     | 0     | —              | —              | 0      | 0      |
| Totaal  | Totaal          | Totaal              | 100        | 7          | 7     | 1     | 3              | 0              | 110    | 8      |

Bijgewerkt op 19 september 2015.